# Deutsche Stiftung Organtransplantation
Die Deutsche Stiftung Organtransplantation (DSO) ist die deutschlandweite Koordinierungsstelle für postmortale Organspenden. Die DSO ist die nach dem Transplantationsgesetz (TPG) beauftragte Koordinierungsstelle für die postmortale Organspende in Deutschland. Sie organisiert alle Schritte des Organspendeablaufs von der Mitteilung eines möglichen Spenders im Krankenhaus bis zur Übergabe der Organe an die Transplantationszentren.
Sie hat sieben Regionen gebildet, um die Organspende flächendeckend sicherzustellen. Sitz der Hauptverwaltung und des Vorstandes ist Frankfurt am Main. Auf Bundesebene und optional in den Regionen fördern Fachbeiräte die medizinische und organisatorische Arbeit der DSO. Vorsitzender des Stiftungsrates ist Ulrich Montgomery. Medizinischer Vorstand der DSO ist Axel Rahmel, der Kaufmännische Vorstand ist Thomas Biet.
Die DSO wurde am 7. Oktober 1984 vom KfH Kuratorium für Dialyse und Nierentransplantation in Neu-Isenburg gegründet. Die DSO ist eine gemeinnützige Stiftung des bürgerlichen Rechts, die über 1.000 Mitarbeiter, davon circa 200 in hauptberuflicher Tätigkeit, beschäftigt.
Im Juni 2000 übernahm die DSO die Aufgaben der bundesweiten Koordinierungsstelle. Ihre Aufgaben wurden in einem Vertrag mit der Bundesärztekammer, dem GKV-Spitzenverband und der Deutschen Krankenhausgesellschaft festgelegt.
Die Finanzierung der Arbeit erfolgt durch ein Budget, welches die DSO mit den Krankenkassen prospektiv für ein Jahr verhandelt. Es richtet sich nach der zu erwartenden Anzahl der transplantierten Organe. Den Krankenhäusern, die bei einer Organspende eingebunden waren, vergütet die DSO eine entsprechende Aufwandserstattung in Form von Pauschalen. 
Mit Beginn des Jahres 2013 wurde die DSO neu strukturiert, Bund und Länder wurden stärker eingebunden. Eine wesentliche Änderung betrifft die neue Ausrichtung des Stiftungsrates der DSO. Er setzt sich damit mehrheitlich aus Institutionen zusammen, die entweder öffentlich-rechtlich strukturiert sind oder als privatrechtlich strukturierte Organisationen nach dem Transplantationsgesetz mit der Wahrnehmung öffentlich-rechtlicher Aufgaben beauftragt sind. Dazu gehören die Bundesärztekammer, die Deutsche Krankenhausgesellschaft, der GKV-Spitzenverband und die Deutsche Transplantationsgesellschaft. Zudem erhalten Bund und Länder mit vier von insgesamt zwölf stimmberechtigten Mitgliedern durch das Bundesgesundheitsministerium und die Gesundheitsministerkonferenz der Länder maßgeblichen Einfluss auf die Arbeit der DSO. Die Position der transplantierten Patienten oder Angehörigen von Organspendern wird über zwei zusätzliche Mitglieder aufgenommen, die kein Stimmrecht, aber ein Antragsrecht haben.
Ein weiterer wesentlicher Bestandteil der Neustrukturierung der DSO ist eine stärkere fachlich-medizinische Ausrichtung des Fachbeirates. Dieser soll die Einhaltung einheitlicher medizinischer Standards in der Durchführung der Organspende in allen Regionen sicherstellen.

## Kritik
Im Herbst 2011 wurde in anonymen E-Mails Kritik an der internen Organisation und den Arbeitsweisen der DSO öffentlich gemacht. Darin wurde eine mangelnde Ausrichtung auf die Bedürfnisse der potenziellen Spender und deren Familien bemängelt, sowie der Führungsstil innerhalb der Stiftung, der sich negativ auf die Arbeit der Mitarbeiter auswirke, stark kritisiert.
Die durch diese E-Mails angestoßene Medienberichterstattung gab der Stiftung eine Mitschuld an einer, trotz aller prominenten politischen Unterstützung für dieses Thema, eher enttäuschenden Entwicklung der Anzahl an Organspenden in Deutschland. Laut Medien zeigte die Stiftung bzw. deren Führungspersonal Mängel im kaufmännischen, personalpolitischen und auch ethischen Bereichen, was zu Ineffizienzen bei der Erfüllung der ihr übertragen Aufgaben und einer Bestätigung der Skepsis bei der Organspende kritisch gegenüberstehenden Menschen geführt habe. Eine Revision der Rolle und Aufgaben der DSO wurde gefordert.
Im Auftrag des Stiftungsrates der DSO wurde eine Rechts- und Wirtschaftsprüfungsgesellschaft beauftragt. Als Ergebnis der Sonderbegutachtung wurde festgestellt, dass die Prüfung einer Vielzahl von Vorwürfen gegen den Vorstand der DSO kein Fehlverhalten erkennen ließ. Trotzdem bewerteten Politiker und Journalisten die Vorgänge innerhalb der Stiftung weiterhin kritisch, auch weil die Stiftung Dritten keine Einsicht in das vordergründig entlastende Gutachten gestattete. Der Kaufmännische Vorstand der DSO, Thomas Beck, trat aufgrund der „anhaltenden Attacken auf seine Person trotz des entlastenden Gutachtens“ zurück.